# Cusino
Cusino (lombardul: Cusin) település Olaszországban, Lombardia régióban, Como megyében. Lakosainak száma 230 fő (2023. január 1.). Cusino Carlazzo, Garzeno, Grandola ed Uniti és San Bartolomeo Val Cavargna községekkel határos.

## Népesség
A település lakossága az elmúlt években az alábbi módon változott:
| Lakosok száma | 217  | 216  | 230  |
|               | 2017 | 2018 | 2023 |